# Malusa
Malusa (en árabe: جماعة ملوسة‎, en lenguas bereberes: ⵎⵍⵍⵓⵙⴰ, en francés: Malloussa) es una comuna marroquí de la provincia de Fahs-Anyera, en la región Tánger-Tetuán-Alhucemas. Está situada en el norte del país. Limita al norte con la comuna de Alcazarseguir; al este, con la comuna de Anyera; al sur, con la comuna de Jouamaa; y al oeste, con las comunas de Laaouama y El Borarín. Tiene 10.739 habitantes según el censo de 2004.